# 稲森奈見
稲森 奈見（いなもり なみ、1993年10月15日 - ）は、鹿児島県曽於市出身の、日本人の女子柔道選手である。階級は78kg超級。身長165cm。体重110kg。血液型はA型。段位は弐段。組み手は右組み。得意技は大内刈。現在は三井住友海上女子柔道部に所属している。

## 経歴
柔道は父親の影響で5歳の時に末吉柔道スポーツ団で始めた。末吉中学校から鹿児島南高校に進むと、1年の時に金鷲旗で3位となった。3年の時には金鷲旗で3位、インターハイ78kg超級ではオール一本勝ちの優勝を果たした。全日本ジュニアでは2位となった。
2012年には三井住友海上所属となると、2013年の実業団体ではチームの優勝に大きく貢献した。さらに、全日本ジュニアで優勝すると、世界ジュニアではオール一本勝ちで優勝を飾った。団体戦決勝のフランス戦では2－2となった場面で登場して、豪快な裏投で相手を投げ飛ばすなどこちらもオール一本勝ちでチームを優勝に導いた。
2014年9月のアジア大会では決勝で中国の馬思思に有効で敗れて2位だった。団体戦では優勝を飾った。12月のグランドスラム・東京では、準々決勝で世界チャンピオンであるキューバのイダリス・オルティス、準決勝では全日本チャンピオンの山部佳苗を立て続けに破ると、決勝でも世界ジュニアチャンピオンである渋谷教育学園渋谷高等学校3年の朝比奈沙羅に大内刈で一本勝ちして初優勝を飾った。
2015年4月の選抜体重別では決勝で綜合警備保障の田知本愛に指導2で敗れた。5月のアジア選手権でも3位にとどまった。団体戦では優勝に貢献した。7月のグランドスラム・チュメニでは決勝で馬に敗れて2位にとどまった。11月の講道館杯では決勝で東海大学1年の朝比奈に有効で敗れて2位に終わった。12月のグランドスラム・東京では決勝でオルティスを合技で破り、2連覇を達成した。この際の優勝インタビューでは、「これからオリンピック代表が決まるまでに3大会は勝たないといけません。ひとつでも負けたら、リオデジャネイロオリンピックの道は厳しいと思っています。」と語った。
2016年2月のグランプリ・デュッセルドルフでは、準決勝で世界チャンピオンの于頌に逆転負けするなどして5位に終わった。さらに4月の体重別と全日本選手権でも初戦で敗れてオリンピック代表にはなれなかった。6月の実業団体ではチームの2連覇に貢献した。7月のグランドスラム・チュメニでは決勝でチュニジアのニヘル・シェイフルフを大内刈の技ありで破って優勝を飾った。8月の実業個人選手権では初優勝を飾った。12月のグランドスラム・東京では準々決勝で南筑高校1年の素根輝に指導2で敗れるなどして7位にとどまり、今大会3連覇はならなかった。
2017年2月のヨーロッパオープン・オーバーヴァルトでは決勝で韓国の金珉程に敗れて2位だった。4月の体重別では決勝で南筑高校2年の素根と対戦すると、指導2でリードしながらGSに入ってから技ありを取られて敗れた。5月のアジア選手権では決勝で金珉程と対戦して技ありを先取されるが、内股で技ありを取り返すと崩上四方固で一本勝ちして優勝を飾り、団体戦でも優勝した。8月の実業個人選手権では決勝でコマツの橋本朱未を技ありで破り、2連覇を飾った。10月のグランプリ・ザグレブでは準決勝でリトアニアのサンタ・パケニテの技ありで敗れ、3位だった。11月の講道館杯では3位だった。12月のグランドスラム・東京では準決勝で朝比奈に技ありで敗れると、3位決定戦でもブラジルのマリア・アルテマンから技ありを奪われると自身も敗れて5位に終わった。
2018年2月のヨーロッパオープン・ローマでは準決勝でミキハウスの山本沙羅を技ありで勝った以外は一本勝ちして優勝した。3月の全日本選手権東京予選では優勝した。4月の体重別では準決勝で朝比奈に合技で敗れた。続く全日本選手権は外側半月板損傷により出場を見合わせた。なお、アジア大会の団体戦代表には選ばれたが、左膝を負傷して出場を回避した。11月のグランドスラム・大阪では準決勝でオルティスの合技で敗れるも3位となった。
2019年3月のグランドスラム・エカテリンブルグでは初戦でボスニアヘルツェゴビナのラリサ・ツェリッチの技ありで敗れた。4月の体重別では準決勝で素根に技ありで敗れて3位だった。続く全日本女子選手権では準々決勝で警視庁の井上舞子に有効で破るも、準決勝では環太平洋大学1年の素根に有効で敗れて3位だった。6月の実業団体ではコマツ戦で冨田若春と引き分けるも、63㎏級の鍋倉那美が一本負けしたためチームは2位にとどまった。7月のグランプリ・モントリオールでは準々決勝で朝比奈に反則負けするも、その後敗者復活戦を勝ち上がって3位になった。
2020年3月の全日本選手権東京予選では4連覇を果たした。12月に延期された全日本選手権では準決勝でコマツの冨田若春に技ありで敗れた。
2021年6月には三井住友海上を退社した。その後、鹿児島県柔道会の所属になると、12月の全日本選手権では3回戦で70㎏級の選手であるJR東日本の寺田宇多菜に反則負けを喫した。2022年からは日本エースサポートの所属となった。4月の体重別では準決勝で冨田に反則負けして3位だった。5月の実業団体2部では優勝した。10月の講道館杯は3位だった。2023年4月の体重別では初戦で敗れた。

## 戦績
- 2007年 -　全国中学校柔道大会 5位(70kg超級)
- 2009年 -　金鷲旗 3位
- 2010年 -　インターハイ　5位
- 2011年 -　金鷲旗 3位
- 2011年 -　インターハイ　優勝
- 2011年 -　全日本ジュニア　2位
- 2011年 -　エクサンプロヴァンスジュニア国際 優勝
- 2012年 -　ベルギー国際　ジュニアの部　2位
- 2013年 -　ベルギー国際　ジュニアの部　優勝　シニアの部　3位
- 2013年 -　実業団体　優勝
- 2013年 -　全日本ジュニア　優勝
- 2013年 -　世界ジュニア　個人戦　優勝　団体戦　優勝
- 2014年 -　グランドスラム・チュメニ　7位
- 2014年 -　アジア大会　個人戦　2位　団体戦　優勝
- 2014年 -　講道館杯　3位
- 2014年 -　グランプリ・青島　3位
- 2014年 -　グランドスラム・東京　優勝
- 2015年 - ヨーロッパオープン・オーバーヴァルト　3位
- 2015年 - 選抜体重別　2位
- 2015年 -　アジア選手権　個人戦　3位　団体戦　優勝
- 2015年 -　実業団体　優勝
- 2015年 - グランドスラム・チュメニ 　2位
- 2015年 - 実業個人選手権　2位
- 2015年 -　講道館杯　2位
- 2015年 -　グランドスラム・東京　優勝
- 2016年 - グランプリ・デュッセルドルフ　5位
- 2016年 -　実業団体　優勝
- 2016年 - グランドスラム・チュメニ 優勝
- 2016年 -　実業個人選手権　優勝
- 2016年 -　講道館杯　7位
- 2016年 -　グランドスラム・東京　7位
- 2017年 -　ヨーロッパオープン・オーバーヴァルト　2位
- 2017年 -　体重別　2位
- 2017年 -　アジア選手権　個人戦　優勝　団体戦　優勝
- 2017年 -　実業個人選手権　優勝
- 2017年 -　グランプリ・ザグレブ　3位
- 2017年 -　講道館杯　3位
- 2017年 -　グランドスラム・東京　5位
- 2018年 -　ヨーロッパオープン・ローマ　優勝
- 2018年 -　体重別　3位
- 2018年 -　グランドスラム・大阪 3位
- 2019年 - 選抜体重別　3位
- 2019年 - 全日本女子選手権　3位
- 2019年 -　実業団体　2位
- 2019年 - グランプリ・モントリオール　3位
- 2019年 -　実業個人選手権　3位
- 2020年 -　講道館杯　5位
- 2020年 -　全日本女子選手権　3位
- 2021年 -　体重別　3位
- 2022年 -　体重別　3位
- 2022年 -　実業団体　2部　優勝
- 2022年 -　講道館杯　3位
- 2024年 -　講道館杯　5位

(出典、JudoInside.com)